# Melasma
Melasma eller kloasma är ett ofarligt tillstånd i form av ökad pigmentering i ansiktet, vanligtvis med symmetrisk utbredning till framförallt ögonbryn, tinningar, kindben och haka. Pigmenteringen framträder tydligare vid solning.
Man känner idag inte till exakt vad som orsakar tillståndet, men flera faktorer kan bidra till att utveckla det. Dessa inkluderar hormonella läkemedel som till exempel p-piller, graviditet och vissa medicinska tillstånd som påverkar kroppens hormonnivåer. Även vissa kosmetiska produkter, särskilt de som innehåller parfym, kan orsaka melasma. Det finns också forskning som tyder på att stress kan vara en utlösande faktor. Solsken och solarium förvärra ofta symptomen.

## Orsak
Den exakta orsaken till melasma är okänd.
Melasma tros vara stimuleringen av melanocyter (celler i hudskiktet, som överför pigmentmelanin till hudens keratinocyter) när huden utsätts för ultraviolett ljus från solen. Små mängder sol exponering kan få melasma att återgå till huden efter att den har bleknat, varför människor med melasma ofta får det igen och igen, särskilt på sommaren.
Gravida kvinnor får ofta melasma eller kloasma, känd som graviditetsmasken. P-piller och hormonbehandling kan också utlösa melasma. Missfärgningen försvinner vanligtvis spontant under en period av flera månader efter att ha fött eller stoppat p-piller eller hormonbehandling.
Genetisk predisposition är också en viktig faktor för att avgöra om någon kommer att utveckla melasma. Människor med Fitzpatrick-hudtyp III eller mer från afrikansk, asiatisk eller spansktalande härkomst löper mycket högre risk än andra. Dessutom är kvinnor med en ljusbrun hudtyp som bor i områden med intensiv sol exponering särskilt känsliga för att utveckla detta tillstånd.
Förekomsten av melasma ökar också hos patienter med sköldkörtelsjukdom. Man tror att överproduktion av melanocytstimulerande hormon som orsakas av stress kan orsaka utbrott av detta tillstånd. Andra sällsynta orsaker till melasma inkluderar allergisk reaktion mot mediciner och kosmetika.

## Diagnos

### Typer
De två olika typerna av melasma är epidermal och dermal.
Epidermal melasma härrör från melaninpigment som är förhöjt i överhuden i epidermis. [Citat behövs]
Dermal melasma uppstår när hudmakrofagerna har en förhöjd melaninnivå. Melasma diagnostiseras vanligtvis visuellt eller med hjälp av en Wood-lampa (340 - 400 nm våglängd). Under Woods lampa kan överskott av melanin i epidermis särskiljas från dermis. Detta görs genom att titta på hur mörk melasma uppträder; dermal melasma verkar mörkare än epidermal melasma under Woods lampa.

### Allvarlighetsgrad
Svårighetsgraden av ansiktsmelasma kan bedömas med kolorimetri, mexametri och melasmaområdet och svårighetsindex (MASI).

### Differentiella diagnoser
Melasma bör skilja sig från fräknar, solens lentigo, toxisk melanoderma, Riehls melanos, postinflammatorisk hyperpigmentering, friktionsmelanos, ochronos (endogen och exogen), kutan erythematosus lupus. Dessutom bör det inte förväxlas med fytofotodermatos, pellagra, endogen fototoxicitet, nevus av Ota, café au lait macules, seborrheisk keratos, Civatte's poikiloderma, förvärvad bilateral nevus av ota-liknande macules (Hori's nevus), periorbital hyperpigmentering, erythrose pigmentaire Brocq, erythromelanosis follicularis faciei, ansiktsacanthosis nigricans och aktinic lichen planus.
Fall av läkemedelsinducerad pigmentering har också rapporterats orsakade av amiodaron eller hydrokinoninducerad exogen ochronos (se behandling med ochronos)